# 鶴田電機
鶴田電機株式会社（つるたでんき、英:TSURUTA ELECTRIC CO.,LTD.）は、茨城県古河市に本社・工場を置く変圧器製造メーカー。再生可能エネルギー・太陽光発電システム・蓄電池ソリューションを展開し、電源トランスやパワーボックスも自社工場にて設計・製造・販売している電気機械器製造メーカー。

## 概要
SEMI認証メーカー、TUV Rheinland 認定工場 およびトランス単体で規格取得が出来、CE、UL等の規格において検証試験を全て自社工場で実施（IEC/UL国際規格試験）している。
太陽光発電システムソリューションでは、機器・設備の設計から製造 および 自社の各工場において実験を実施し、ライフサイクルまでのソリューションについても自社にて研究・開発に取り組んでいる。

## 主力製品・事業
- 自家消費型太陽光発電システム
- 太陽光発電用絶縁変圧器(低圧配電線系統接続) SPIⓇシリーズ
- 全量自家消費型太陽光発電システム PPSCⓇシリーズ
- 産業用蓄電池システム向け切替盤 OFGSⓇシリーズ
- 蓄電池システム専用SCOTTトランス
- 各種変圧器の製造（単相/三相絶縁トランス、三相→単相トランス、耐雷トランス、ノイズストッパートランス 他多種）

## 沿革
- 1973年(昭和48年) 4月 鶴田電機創業。低圧トランス製造を開始。
- 1974年(昭和49年) 1月 「鶴⽥電機株式会社」に称号を変更。代表取締役社長に鶴田長盛就任。
- 1976年(昭和51年) 9月 茨城県猿島郡総和町下大野1793-1に約300坪の工場予定地を取得。(現在の本社・工場所在地)
- 1977年(昭和52年) 1月 本社工場完成。100VA以上の電源トランス製造拡充を図り、100kVA大型トランス製造を開始。
- 1977年(昭和52年 )2月 小型トランスから100kVAまでの特注品、全市販製品計・製造を充実、生産設備を拡充する。
- 1977年(昭和52年) 3月 上辺見工場より本社業務を移管、上辺見工場を第2工場とする。
- 1978年(昭和53年）10月 工場増設。大型トランスの受注増、ワニス真空含浸設備を充実。
- 1979年(昭和54年) 2月 資本金を1,200万円に増資。
- 1980年(昭和55年) ゲーム機向けトランス製造開始
- 1983年(昭和58年) 2月 建設省へ耐雷トランスの納入開始 および自社試験体制を確立。
- 1985年(昭和60年) 2月 ノイズ対策トランスを原子力研究所に納入開始。自社高周波ノイズ試験設備を新設。
- 1994年(平成6年) 北海道地区のメンテナンス体制確立の為、北海道連絡事務所を開設。
- 1996年(平成8年) TUEV RheinlandのCE認定工場資格取得。
- 1997年(平成9年) 大型巻線工場を建設。 POWER BOX製造開始
- 1998年(平成10年) ULフォローアップ認定工場資格取得。
- 2003年(平成15年) 4月 米国Intel社POWER BOX供給開始。
- 2007年(平成19年) 7月 ISO9001QMS認証, ISO14001EMS認証を取得
- 2014年(平成26年) 2月 陸上風力発電用トランス供給開始。
- 2014年(平成26年) 3月 洋上風力発電用トランス供給開始。
- 2015年(平成27年) 3月 分散型太陽光発電用トランスSPI供給開始。
- 2018年(平成30年) 2月 自家消費型太陽光発電システムトランス第一号供給開始。
- 2019年(令和元年）自社工場での自家消費開始（太陽光発電システム/蓄電池/蓄電池システム用切替盤を設置）
- 2020年(令和2年）7月 茨城県古河市 避難所施設登録
- 2022年(令和4年) 3月 東京オフィス開設
- 2023年(令和5年) 7月　WS2(新工場)建設（茨城県古河市下大野 1770-1）、94％の再エネ自家消費率、太陽光発電システム 出荷数 累計10,000台突破。